# Frédérique Voulyzé
Frédérique Voulyzé est une scénariste française de bande dessinée.

## Œuvre
- L'Arrache-cœur[1],[2], scénario de Jean-David Morvan et Frédérique Voulyzé d'après le roman éponyme de Boris Vian, dessins de Maxime Péroz, Delcourt, collection Mirages, 2012  (ISBN 978-2-7560-2162-1)
- Les Aventures de Huckleberry Finn, scénario de Jean-David Morvan et Frédérique Voulyzé d'après le roman éponyme de Mark Twain, dessins de Séverine Lefebvre, Delcourt, collection Ex-Libris

1. Volume 1, 2011  (ISBN 978-2-7560-2155-3)

- L'Écume des jours[2],[3], scénario de Jean-David Morvan et Frédérique Voulyzé d'après le roman éponyme de Boris Vian, dessins de Marion Mousse, Delcourt, collection Mirages, 2012  (ISBN 978-2-7560-2163-8)
- Taras Boulba, scénario de Jean-David Morvan et Frédérique Voulyzé d'après le roman éponyme de Nicolas Gogol, dessins d'Igor Kordey, Delcourt, collection Histoire & Histoires

1. Volume 1[4], 2008  (ISBN 978-2-7560-0468-6)
2. Volume 2[5], 2008  (ISBN 978-2-7560-1276-6)

- Les Aventures de Tom Sawyer, scénario de Jean-David Morvan et Frédérique Voulyzé d'après le roman éponyme de Mark Twain, dessins de Séverine Lefebvre, Delcourt, collection Ex-Libris

1. Volume 1, 2007  (ISBN 978-2-7560-0534-8)
2. Volume 2, 2008  (ISBN 978-2-7560-1118-9)
3. Volume 3, 2009  (ISBN 978-2-7560-1119-6)

- La Mémoire d'Abraham, scénario de Jean-David Morvan et Frédérique Voulyzé d'après le roman éponyme de Marek Halter, , Casterman, collection Univers D'auteurs

1. Les Chemins de l'exil, dessins de Steven Dupré et Ersel, 2010  (ISBN 978-2-203-02019-1)
2. Arsinoé est morte, coscénario de Yann Le Gal, dessins de Steven Dupré et Besse, 2011  (ISBN 978-2-203-02654-4)